# Д’Аньелло, Джованни
Джованни д’Аньелло (итал. Giovanni d’Aniello; род. 5 января 1955, Аверса, Италия) — итальянский прелат и ватиканский дипломат. Титулярный архиепископ Пестума с 15 декабря 2001. Апостольский нунций в Демократической Республике Конго с 15 декабря 2001 по 22 сентября 2010. Апостольский нунций в Камбодже и Таиланде, апостольский делегат в Лаосе и Мьянме с 22 сентября 2010 по 10 февраля 2012. Апостольский нунций в Бразилии с 10 февраля 2012 по 1 июня 2020. Апостольский нунций в России с 1 июня 2020. Апостольский нунций в Узбекистане с 14 января 2021.

## Ранние годы и образование
Родился 5 января 1955 года в Аверсе, в провинции Казерта, в Италии.
После окончания средней школы и гимназии в Аверсе получил философское и богословское образование в Межрегиональной семинарии в городе Салерно и в Папской семинарии Кампано в Неаполе.
Изучал каноническое право в Папском Латеранском университете и в Папском университете святого Фомы Аквинского в Риме, где ему было присвоено звание доктора канонического права.

## Священство
8 декабря 1978 года был рукоположен в сан священника с инкардинацией в Аверсе и служил в приходе святого Иоанна Крестителя в Аверсе, одновременно исполняя обязанности куратора учащихся в гимназии и лицее при Епископской семинарии Аверсы.
С 1979 по 1983 год учился в Папской Церковной академии в Риме и 1 июня 1983 года поступил на дипломатическую службу. Находился на дипломатической службе в Папских Представительствах в Бурунди, Таиланде (с ответственностью за Сингапур, Малайзию, Бруней, Лаос), Ливане, Бразилии, и в Секции по отношениям с государствами Государственного секретариата Святого Престола, с ответственностью за некоторые страны Северной Африки и весь Ближний Восток.

## Папский дипломат
15 декабря 2001 года назначен титулярным архиепископом Пестумским и 6 января 2002 года хиротонисан Папой Иоанном Павлом II в базилике святого Петра в Риме.
С 15 декабря 2001 по 22 сентября 2010 года — Апостольский нунций в Демократической Республике Конго.
С 22 сентября 2010 по 10 февраля 2012 года — Апостольский нунций в Камбодже и Таиланде, апостольский делегат в Лаосе и Мьянме.
С 10 февраля 2012 по 1 июня 2020 года — Апостольский нунций в Бразилии.
1 июня 2020 года назначен Апостольским нунцием в России.
14 января 2021 года назначен Апостольским нунцием в Узбекистане.
Владеет итальянским, французским, английским, португальским и испанским языками.